# Watchtower (együttes)
A Watchtower egy amerikai progresszív thrash metal zenekar, mely a Texas államban található Austinban alakult 1982-ben. Debütáló albumuk Energetic Disassembly címmel 1985-ben jelent meg, mely technikás, gyakran jazzbe hajló thrash metalt tartalmazott, így az együttest gyakran nevezik a „techno thrash”, legkorábbi képviselőjének is. A második album Control and Resistance címmel 1989-ben jelent meg, majd feloszlott az együttes. 1999-ben újjáalakultak, azóta azonban csak egy válogatáslemezt jelentettek meg.
Zeneileg olyan progresszív rock együttesek voltak rájuk hatással, mint a Rush, és az UK, de a New Wave of British Heavy Metal egyes képviselőit is gyakran emlegetik úgy, mint fő inspirációs forrásukat. Bár mainstream sikerekben sosem részesültek, ennek ellenére olyan progresszív együttesekre voltak befolyással, mint a Dream Theater, a Death, az Atheist, a Sieges Even és a Spiral Architect.

## Pályafutás
Az együttes 1982 májusában a Texas államban található Austinban alakult. A nagyközönség előtt 1983-ban debütáltak, mikor a Meltdown című dalok egy korai változata felkerült a Cottage Cheese from the Lips of Death - A Texas Hardcore Compilation című válogatásalbumra. 1985-ben vonultak stúdióba, hogy rögzítsék debütáló nagylemezüket. Az Energetic Disassembly albumot eredetileg a Rainforest Records adta volna ki, de a kiadó még a megjelenés előtt beszüntette tevékenységét. Ezt követően a zenekar létrehozta saját kiadóját, mely a Zombo Records nevet kapta. A debütlemez jó kritikákat kapott, később az AllMusic úgy nyilatkozott róla, mint a progresszív metal „alapkövéről”.
1986 őszén az együttes alapítója és gitárosa Billy White bejelentette távozását. Ezt követően megalapította a rövid életű Khymera zenekart, melyben a Juggernaut dobosa Bobby Jarzombek és a Karion basszusgitárosa Pete Perez voltak a társai. White emellett felbukkant Don Dokken 1990-ben megjelent Up from the Ashes című szólóalbumán is. Kiszállása után kétségessé vált a Watchtower jövője. Súlyosbította a helyzetet, hogy az együttes basszusgitárosa Doug Keyser bejelentkezett az 1986-ban elhunyt Cliff Burton helyére a Metallicába. Jason McMaster is hasonlóképpen járt el, ő az éppen énekest kereső Pantera iránt érdeklődött. Keyser végül nem lett a Metallica tagja, így maradt a Watchtowerben, McMaster azonban 1988-ban a távozás mellett döntött. Ezt követően létrehozta az Onyxx nevű zenekart, melyből később a Dangerous Toys lett.
White utódja Ron Jarzombek lett, aki korábban az S.A.Slayer heavy metal zenekarban gitározott. Új énekesük a Militia és az Assalant soraiból ismert Mike Soliz lett, ő azonban hamarosan távozott. Végül Alan Tecchio lett az együttes állandó énekese, aki korábban a Hades soraiban volt érdekelt.
Mivel az első album révén az együttes lelkes rajongótáborra tett szert, így a német Noise Records is hamar felfigyelt a zenekarra. 1989-ben leszerződtették az együttest, majd megkezdődtek a második album felvételei. Az 1989-ben megjelent Control and Resistance albumot a Berlin városában található Sky Trak stúdióban rögzítették. Zeneileg ismét egy komplex és technikás album született, mely a thrash metal agresszióját gyakran jazzes hangvétellel keverte.
1990 tavaszán első ízben indultak európai turnéra, a szintén a Noise Records kiadónál lévő Coroner zenekarral. Ezt amerikai koncertek követték, azonban Alan Tecchio bejelentette távozását. Tecchio vékony és magas hangja egyéni karaktert biztosított a zenekarnak, így helyettesítése nehéz feladatnak bizonyult. A jelöltek között volt a Confessor soraiból ismert Scott Jeffries is. Az együttest nagymértékben hátráltatta Ron Jarzombek kézműtéte, majd a Watchtower 1991-ben bejelentette feloszlását.
A basszusgitáros Doug Keyser és a dobos Rick Colaluca ezt követően létrehozták a rockot funkkal és rappel keverő Retarded Elf zenekart, melynek egy Trick Quigger című albuma jelent meg Japánban. Jarzombek létrehozta az instrumentális zenét játszó Spastic Ink zenekart, míg a Watchtower eredeti frontembere Jason McMaster, a Broken Teeth zenekarban bukkant fel a 90-es évek második felében.
1999-ben McMaster, Keyser, Colaluca és Jarzombek szerepelt egy Accept tribute albumon, mely A Tribute to Accept Vol. 1 címmel jelent meg a Nuclear Blast Records jóvoltából. Ezt a Watchtower újjáalakítása követte (McMasterrel a mikrofon mögött), a zenekar 2000-ben fellépett a Bang Your Head!!! fesztiválon is. Ezt újabb amerikai koncertek követték a Dream Theater társaságában, majd nekiálltak a harmadik album megírásának.
2002-ben egy Demonstrations in Chaos című válogatáslemez jelent meg, melyre korai demofelvételek és kiadatlan dalok kerültek fel.
2004-ben újabb európai koncerteket adott a zenekar, főzenekarként léptek fel a holland Headway fesztiválon. Időközben Jarzombek új Spastic Ink albumot adott ki, mely Ink Compatible címmel jelent meg. A korongon Jason McMaster és Doug Keyser is szerepeltek, mint énekesek.
2004 őszén első ízben jelent meg Amerikában az együttes debütáló albuma az Energetic Disassembly.
2009-ben felléptek a német Keep It True fesztiválon, majd bejelentették, hogy nekiállnak a harmadik album megírásának.
2010. április 9-én egy digitálisan letölthető kislemez jelent meg a The Size of Matter képében, majd 2010-ben visszatért az együttes korábbi énekese Alan Tecchio. Tecchio a 2000-es évek elején megfordult a Jack Frost vezette Seven Witches zenekarban is. A Ron Jarzombek, Doug Keyser, Rick Colaluca és Alan Tecchio felállású zenekar ezt követően bejelentette, hogy a harmadik album „Mathematics” címmel fog megjelenni, előreláthatólag 2011-ben. A zenekar jövőjét azonban nagymértékben beárnyékolta Tacchio 2010-ben bejelentett távozása.

## Tagok

### Jelenlegi tagok
- Ron Jarzombek - gitár (1986–1991, 1999–napjainkig)
- Doug Keyser - basszusgitár (1982–1991, 1999–napjainkig)
- Rick Colaluca - dob (1982–1991, 1999-napjainkig)

### Korábbi tagok
- Jason McMaster - ének (1982–1988, 1999–2009)
- Mike Soliz - ének (1988–1989)
- Alan Tecchio - ének (1989–1990, 2010)
- Billy White - gitár (1982–1986)

## Diszkográfia

### Stúdióalbumok
- Energetic Disassembly (Zombo Records, 1985 / Institute of Art, 1993/1997 / Monster Underground 2004 / Rockadrome, 2006)
- Control and Resistance (Noise International, 1989)
- Demonstrations In Chaos (Monster Records, 2002 / Rockadrome, 2006)
- Mathematics (2011-ben megjelenő új album)

### Kislemezek
- The Size of Matter (digitális kislemez, 2010)

### Válogatások
- Cottage Cheese From The Lips Of Death (Ward-9, 1983 / Atila, 2001)
- Doomsday News 2 (Noise International, 1989)
- Doomsday News - The Video Compilation Volume 2 (Noise International, 1990)
- 12 Years In Noise: Metal & Beyond [2-CD] (Noise Records, 1996)
- A Tribute to Accept Vol. 1 (Nuclear Blast, 1999)